# パトリック・コリンズ
パトリック・コリンズ（Patric Collins, 1952年 - ）は、麻布大学の英国人経済学博士。宇宙観光旅行経済の専門家である。1人数十万円で準軌道宇宙旅行を実現する宇宙丸プロジェクトを提案している。JAXAの客員教授として日本に招かれ、法政大学で教鞭をとった。宇宙旅行ビジネスの実現に向けて様々な活動を展開している。